# Mridula Garg
Pour les articles homonymes, voir Garg.
Mridula Garg (née le 25 octobre 1938 à Calcutta) est une écrivaine indienne. 
Elle a publié une vingtaine de livres en hindi et en anglais. Elle est lauréate du prix Sahitya Akademi. Son roman Chittacobra (1979) qui évoque les mariages arrangés et la sexualité féminine est mis à l'index en Inde.

## Biographie
Mridula Garg obtient un master en économie en 1960 et enseigne cette discipline à l'université de Delhi pendant trois ans.
Elle publie sa toute première nouvelle en 1971, une histoire courte nommée Rukavat, dans le magazine Sarika. Elle écrit une chronique bimensuelle, Parivar dans le magazine Ravivar de Calcutta pendant cinq ans entre 1985-1990 et une autre chronique Kataksh (Satire) dans India Today entre 2003 et 2010.
Elle est chercheuse associée au Center for South Asian Studies de l'université de Californie à Berkeley, en avril 1990. Elle s'intéresse à la littérature et la critique littéraire de langue hindi, notamment aux discriminations dont sont victimes les femmes. Mridula Garg est également conférencière, invitée dans différentes universités. De nombreuses thèses universitaires ont été menées sur ses travaux.

## Chittacobra
La publication du roman Chittacobra (1979), dans lequel elle évoque la pratique du mariage arrangé lui vaut une arrestation et condamnation pour obscénités,,.

## Œuvres

### En anglais
- A Touch of Sun (traduit de l'hindi), 1978)
- Daffodils on Fire (nouvelles), National Publishing House, 1990, 147 p.  (ISBN 8121403065)
- Chittacobra (traduit de l'hindi), 1999)
- Country of Goodbyes (traduit de l'hindi),  Kali for Women, 2003   (ISBN 8186706623)
- Kathgulab  (2010)[5]
- Anitya Halfway to Nowhere (traduit de l'hindi), OUP, 2010, 274 p.  (ISBN 0198065256)
- The Last Email, Speaking Tiger Book, 2017, 234 p.  (ISBN 9386338998)

### Articles
- « Metaphors of Womanhood in Indian Literature », Alternatives: Global, Local, Political, vol. 16, no 4,‎ 1991, p. 407-424 (lire en ligne, consulté le 15 février 2021).
- « Writing the Self », India International Centre Quarterly, vol. 37, no 1,‎ 2010, p. 92-100 (lire en ligne, consulté le 15 février 2021).
- « Intervention of Women's Writing in Making of Literature », Indian Literature, vol. 57, no 4 (276),‎ 2013, p. 181-190 (lire en ligne, consulté le 15 février 2021).
- « Literature as De-colonization », Indian Literature, vol. 53, no 1 (249),‎ 2009, p. 183-187 (lire en ligne, consulté le 15 février 2021).
- « An Earthy View of Literature as History in Tagore's Novels », Indian Literature, vol. 56, no 3 (269),‎ 2012, p. 126-131 (lire en ligne, consulté le 16 février 2021).

## Honneurs et distinctions littéraires
- 2004 : Vyas Sammah, pour son livre Kathgulab[6]
- 2013 : prix Sahitya Akademi pour Miljul Mann (hi)[1],[7]
- 2016 : doctorat honoris causa de l'université ITM, Gwalior